# Jamaicaanse mango
De Jamaicaanse mango (Anthracothorax mango) is een vogel uit de familie van de kolibries (Trochilidae). De wetenschappelijke naam van de soort werd in 1758 als Trochilus mango gepubliceerd door Carl Linnaeus.

## Verspreiding en leefgebied
Deze soort is endemisch op het Caribische eiland Jamaica.

## Externe link

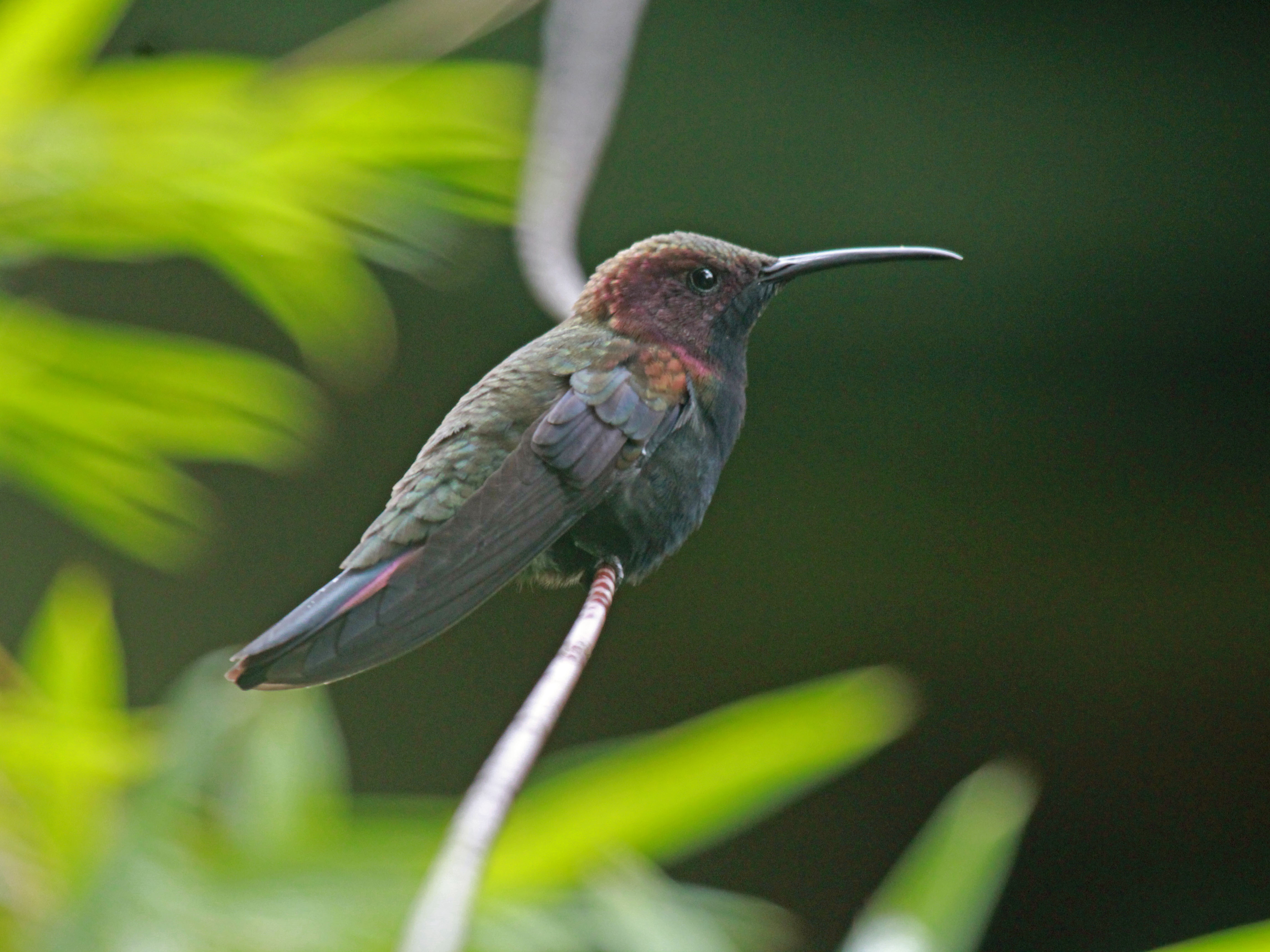
in: Rockland Feeding Station, Negril, Jamaica
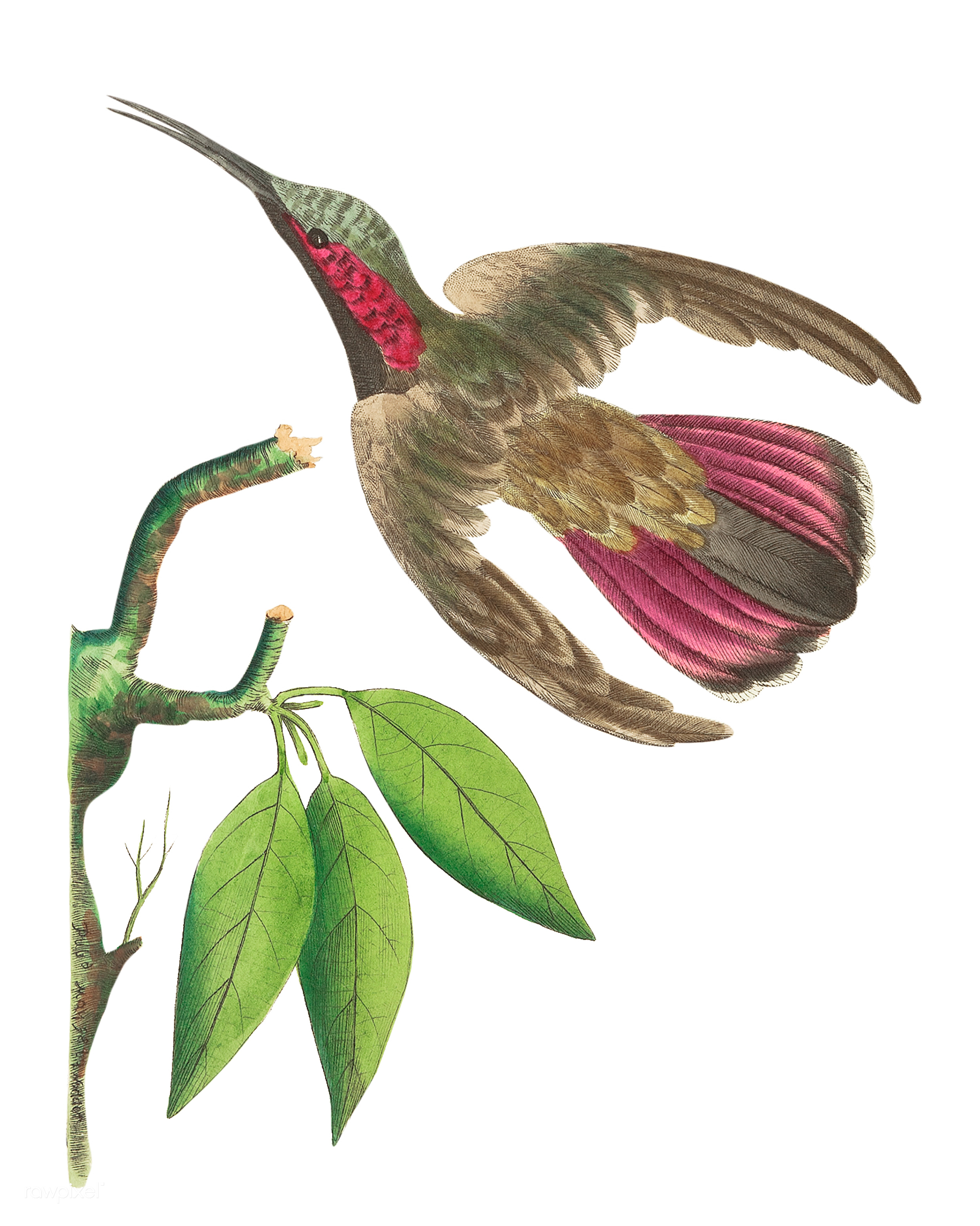
in The Naturalist's Miscellany van George Shaw
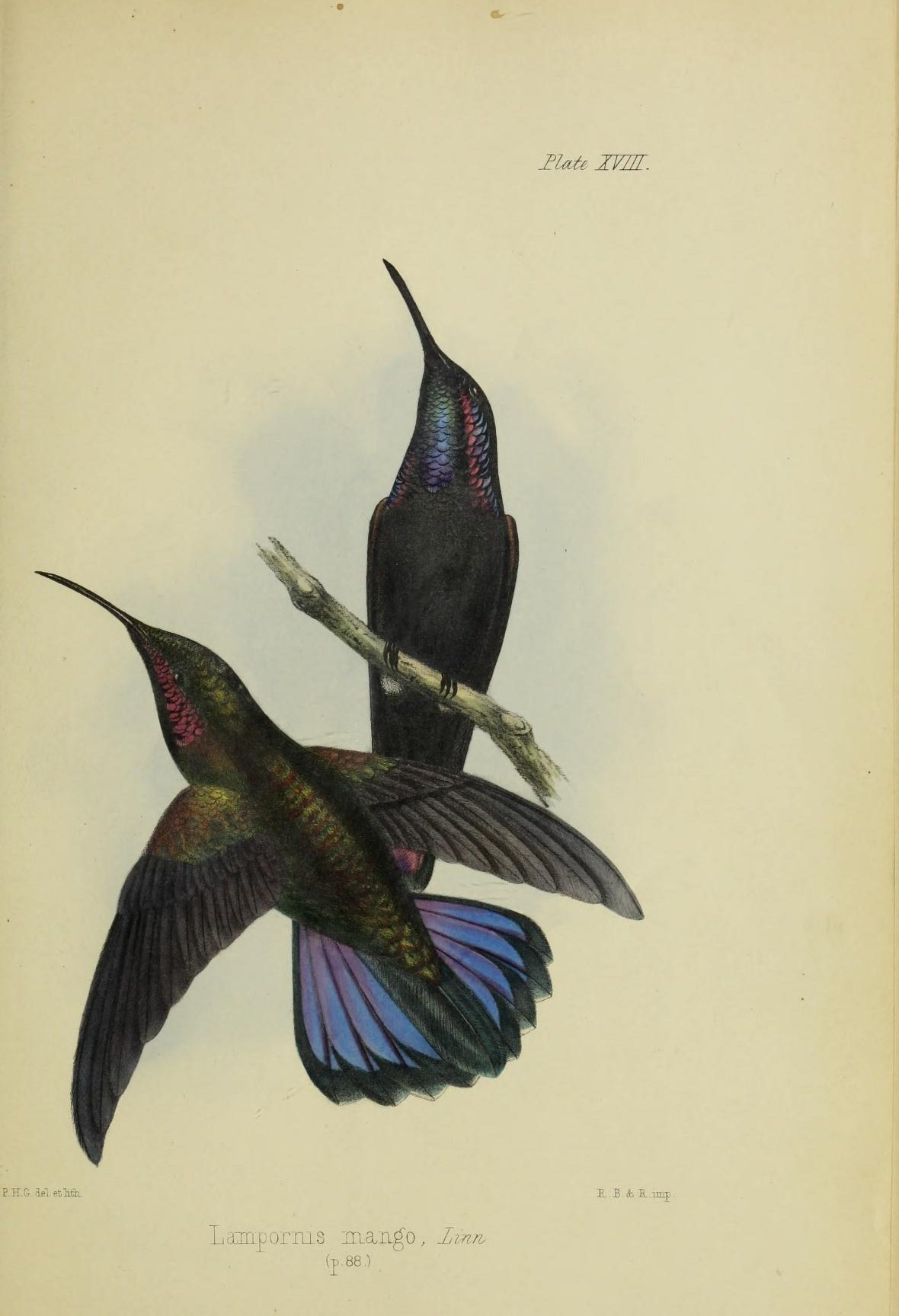
in Illustrations of the birds of Jamaica van Philip Henry Gosse